# Roin Magaltadse
Roin Magaltadse (* 23. August 1941 in Doesi, Kaspi, Georgische SSR) ist ein ehemaliger sowjetischer Judoka, der 1968 Europameister war.
1966 erreichte Magaltadse das Finale in der Gewichtsklasse bis 80 Kilogramm bei den Weltmeisterschaften der Studierenden in Prag und erhielt die Silbermedaille hinter dem Japaner Isamu Sonoda. 1968 bei den Europameisterschaften in Lausanne siegte Magaltadse in der Gewichtsklasse bis 70 Kilogramm, wobei er im Finale seinen georgischen Landsmann Otari Natelaschwili bezwang. Bei den Europameisterschaften 1969 in Ostende gehörte Magaltadse zur sowjetischen Mannschaft, die die Bronzemedaille hinter den Deutschen und den Niederländern gewann.